# Kong Lavses Grav
Kong Lavses Grav (auch Kong Lauses Høj, Kong Lanses Grav oder Lille Larses Høj genannt) ist ein noch weitgehend von seinem Erdhügel bedeckter, kleiner Dolmen (dänisch dysse). Er liegt im äußersten Süden der Insel Lyø in Dänemark. Der Dolmen stammt aus der Jungsteinzeit etwa 3500–2800 v. Chr. und ist eine Megalithanlage der Trichterbecherkultur (TBK).
Die Nord-Süd orientierte Kammer des Urdolmens ist rechteckig und misst etwa 0,4 bis 0,5 × 1,25 m. Nur die Oberseiten dreier Findlinge, die die Seiten der Kammer bilden, liegen frei. Ein niedriger Schwellenstein liegt im Süden. Der verlagerte Deckstein liegt am Strand.
Auf Lyø liegen außerdem die Dolmen Bøjeshøj, Kongens Kilde, Vesterrødhørdhøj, der Klokkesten und im Osten der Insel der Store Stenhøj.
Mythische Königsnamen verknüpfen sich auch an anderen Orten Dänemarks mit vorzeitlichen Denkmälern:
- Kong Asger Høj (auf Møn),
- Kong Dyver Sten, Kong Grøns Høj, Kong Svends Høj (alle auf Lolland),
- Kong Holms Høj, Kong Renes Høj (beide auf Langeland),
- Kong Knaps Dige (eine Wallanlage), Kong Lavses Grav, Kong Rans Høj (alle auf Jütland),
- Kong Haralds Dysse, Kong Skjolds Høj (König Schild), Kong Øres Grav, Kong Slags Dysse, Kong Svends Høj (ein Hügelgrab) und Kong Suders Høj (alle auf Seeland).